# Sagar
Sagar è una suddivisione dell'India, classificata come municipal corporation, di 232.321 abitanti, capoluogo del distretto di Sagar e della divisione di Sagar, nello stato federato del Madhya Pradesh. In base al numero di abitanti la città rientra nella classe I (da 100.000 persone in su).

## Geografia fisica
La città è situata a 22° 16' 0 N e 79° 25' 60E E e ha un'altitudine di 593 m s.l.m.

## Società

### Evoluzione demografica
Al censimento del 2001 la popolazione di Sagar assommava a 232.321 persone, delle quali 122.491 maschi e 109.830 femmine. I bambini di età inferiore o uguale ai sei anni assommavano a 32.154, dei quali 16.622 maschi e 15.532 femmine. Infine, coloro che erano in grado di saper almeno leggere e scrivere erano 172.540, dei quali 98.259 maschi e 74.281 femmine.